# Глазов
Глазов (рус. Глазов, удм. Глазкар) град је у Русији у републици Удмуртији. Налази се на рути транссибирске пруге, на обали реке Чепце. Од Москве је удаљен 1160 километара. Према попису становништва из 2010. у граду је живело 95.835 становника.
Градић је основан у 16. веку: тада је Глазов био село. Градски статус стекао је 1780. године
У Глазову су преци Михаила Горбачова по мајчиној страни живели као неслободни сељаци.

## Становништво
Према прелиминарним подацима са пописа, у граду је 2010. живело 95.835 становника, 5.059 (5,01%) мање него 2002.
| 1939.  | 1959.  | 1970.  | 1979.  | 1989.   | 2002.   | 2010.  |
| ------ | ------ | ------ | ------ | ------- | ------- | ------ |
| 16.459 | 59.012 | 68.348 | 81.144 | 104.072 | 100.894 | 95.854 |